# Lewiatan (film 1989)
Lewiatan (oryg. Leviathan) – amerykański horror science-fiction z roku 1989 w reżyserii George Pana Cosmatosa.

## Opis fabuły
Film przedstawia historię załogi podwodnej stacji Tri Oceanic Mining Corporation o nazwie Shack 7, która w Oceanie Atlantyckim na głębokości 5 km zajmuje się wydobyciem srebra i metali szlachetnych. Załogę stanowi 6 mężczyzn (Steven Beck, Dr Glen Thompson, Justin Jones, G.P. Cobb, Tony 'DeJesus' Rodero, Buzz „Sixpack”) oraz dwie kobiety (Elizabeth „Willie” Williams, Bridget Bowman). Stacją dowodzi geolog Beck. Podczas nieplanowanego zdarzenia, Willie i Sixpack odnajdują zatopiony rosyjski frachtowiec o nazwie Leviatan. W jego wnętrzu Sixpack odnajduje dużą skrzynię, którą zabiera na pokład stacji. Oprócz dokumentów i materiału wideo, wskazującego na katastrofę statku, Sixpack znajduje buteleczkę z wódką, którą w tajemnicy wypije później z Bowman. Po wypiciu wódki, skóra Sixpacka zaczyna zachodzić przemianę, a on sam umiera 8 godzin później, mimo pomocy Dr. Thompsona. Wkrótce także pogarsza się stan zdrowia Bowman, a gdy ta nie potrafi poradzić sobie z nowym stanem, popełnia samobójstwo. Dr Thompson odkrywa szybko, ze załoga rosyjskiego frachtowca, poddana została testom genetycznym. Także i ona miała wypić substancję, zawartą w wódce znalezionej na okręcie. Tymczasem ciała Sixpacka i Bowman zaczynają mutować. W ostatniej chwili załodze udaje się wyrzucić zmutowane istoty przez śluzę do Atlantyku. Jednak mała część niezauważona pozostaje na terenie stacji. Zmutowany fragment ciała zaczyna żyć własnym życiem, zamieniając się w obcą formę życia. Jej pierwszymi ofiarami padają wkrótce DeJesus i Dr. Thompson. Ten ostatni, chcąc zapobiec rozprzestrzenieniu się mutacji, dokonuje sabotażu wystrzeliwując kapsuły ratunkowe. Stacji zaczyna grozić implozja. Czwórce ocalałych udaje się w końcu przy pomocy skafandrów ciśnieniowych wydostać na powierzchnię oceanu. Tutaj Jones poświęca się, padając kolejną ofiarą monstrum, co umożliwia Beckowi wysadzenie go za pomocą ładunku wybuchowego. Następnie wraz z Willie i Cobem zostaje uratowany przez helikopter.

## Produkcja
- Film nakręcono w Cinecitta Studios w Rzymie. Zdjęcia panoramiczne kręcono też na Adriatyku oraz w Zatoce Meksykańskiej.
- Wiele scen podwodnych zrealizowano techniką „dry for wet”. Wodę symulowano tutaj odpowiednim naświetleniem oraz szybującymi cząstkami.
- Wielu ludzi pracujących przy filmie miało za sobą pracę w 3 pierwszych częściach filmu Alien.
- Cosmatos w filmie cytuje się sam. Gdy Dr. Thompson pyta komputer o przyczyny choroby Sixpacka, ten odpowiada mu słowami an Organism of unknown Origin, a więc tekstem z innego ze swoich filmów, w którym Peter Weller walczy z monstrualnym szczurem.
- W USA film zarobił zaledwie 16 mln dolarów.